# Lawrence Kutner
Lawrence Kutner je fiktivní postava v seriálu Dr. House, kterou ztvárnil Kal Penn. Je to lékař a jeho hlavním zaměřením je tělovýchovné lékařství a fyzikální lékařství. Do týmu Gregoryho House vstoupil na začátku čtvrté série. V té se stal jedním z mnoha kandidátů do nového týmu a byl z i něj vyhozen, ale stále pokračoval. Pomohlo mu například otočení svého čísla z šestky na devítku nebo jeho nápad na léčbu pacientky. Jako člen týmu doktora House vynikal hlavně svými ztřeštěnými nápady, sympatizováním s Housem a výkony, které by nikdo jiný nepředvedl. Například použil defibrilátor v místnosti s vysokým obsahem kyslíku a pacient začal hořet.
Jeho působení v seriálu je ukončeno jeho smrtí. V jeho bytě jej nalezne Třináctka s Foremanem. Dr. House jeho smrt zaujme a nevěří tomu, že se zabil sám, jak případ ukončila policie. Nikdo se však pravý důvod jeho smrti nedozví. Nicméně tvůrci seriálu potvrdili, že to doopravdy byla sebevražda. Důvodem náhleho odchodu byla jiná hercova práce a to přímo pro prezidenta Obamu.
V českém znění seriálu Dr. House jej dabuje Václav Rašilov.

## Jeho osobní život
Když mu bylo šest let, zemřeli mu při krádeži v obchodě jeho rodiče. Dostal se do adoptivní péče bělošské rodiny, která ho vychovala. V seriálu je také zmíněn jeho zápis v Guinnessově knize, kam se dostal díky plazení 20 mil.
Na střední škole byl velkým fandou sci-fi. Později začal sledovat Discovery a odebírat National Geographic.